# Elección para gobernador de Tennessee de 2010
La elección para gobernador de Tennessee de 2010 tuvo lugar el 2 de noviembre. El gobernador titular Phil Bredesen no era elegible para la reelección.

## Primaria republicana

### Candidatos
- Bill Haslam, alcalde de Knoxville[3]
- Joe Kirkpatrick, empresario[4]
- Basil Marceaux, residente de Soddy Daisy[5][6]
- Ron Ramsey, vicegobernador
- Zach Wamp, representante de los Estados Unidos por el 3.º distrito congresional de Tennessee[7]

### Resultados
|  | 47.3 % |

|  | 29.2 % |

|  | 22.1 % |

|  | 0.9 % |

|  | 0.5 % |

|  | 100 % |

## Resultados
|  | 65.03 % |

|  | 33.08 % |

|  | 100 % |

|  | 41.32 % |